# Força de Defesa Popular de Uganda
A Força de Defesa Popular de Uganda (em inglês: Uganda People’s Defence Force, ou UPDF) são as forças armadas de Uganda. Entre 2007 e 2011, o grupo International Institute for Strategic Studies estimou o contingente total do exército ugandense entre 40 000 e 45 000 tropas, incluindo infantaria e membros da força aérea.
Depois da independência de Uganda em outubro de 1962, as forças armadas do país foram caracterizadas por divisões internas, corrupção e rixas entre os diversos grupos étnicos que compõem a nação. Quando um governo assumia o poder, normalmente ele enchia as principais patentes e posições de comando com pessoas de sua própria etnia ou de sua região de origem, usando o exército para fins políticos. Golpes de Estado por parte dos militares ou apoiados por estes não eram incomuns.
Relativamente bem armada se comparada a seus vizinhos, boa parte dos seus equipamentos são importados (especialmente da Rússia e da China).

## Fotos

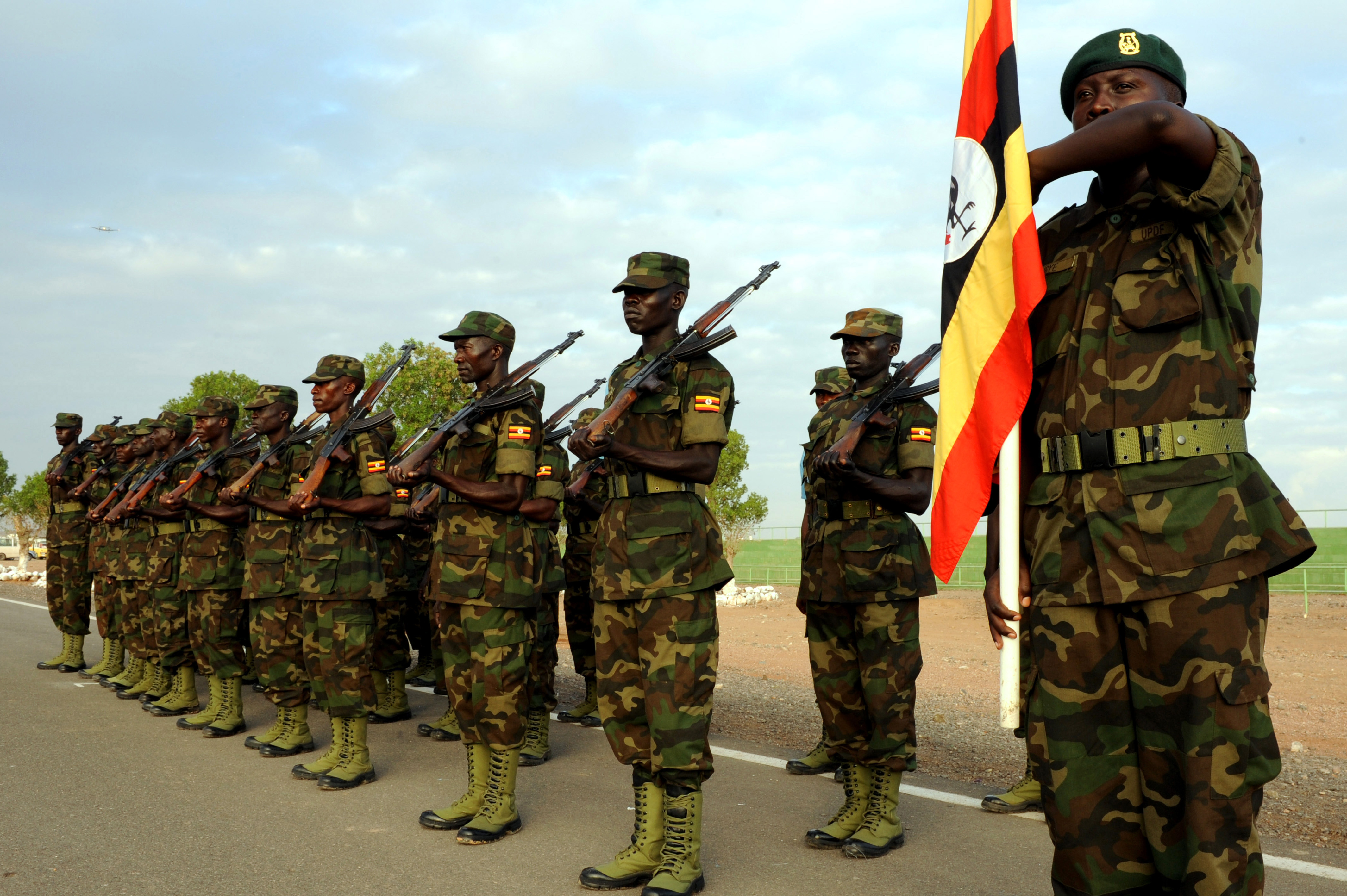
Soldados das forças de defesa de Uganda.
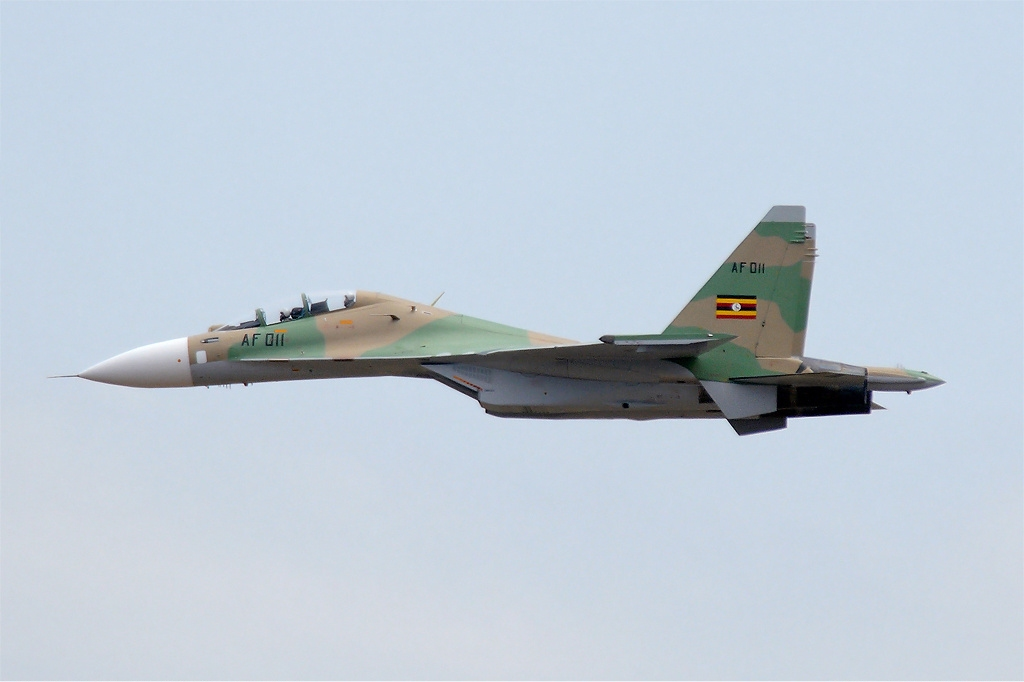
Um caça Su-30MK ugandense, de fabricação russa.
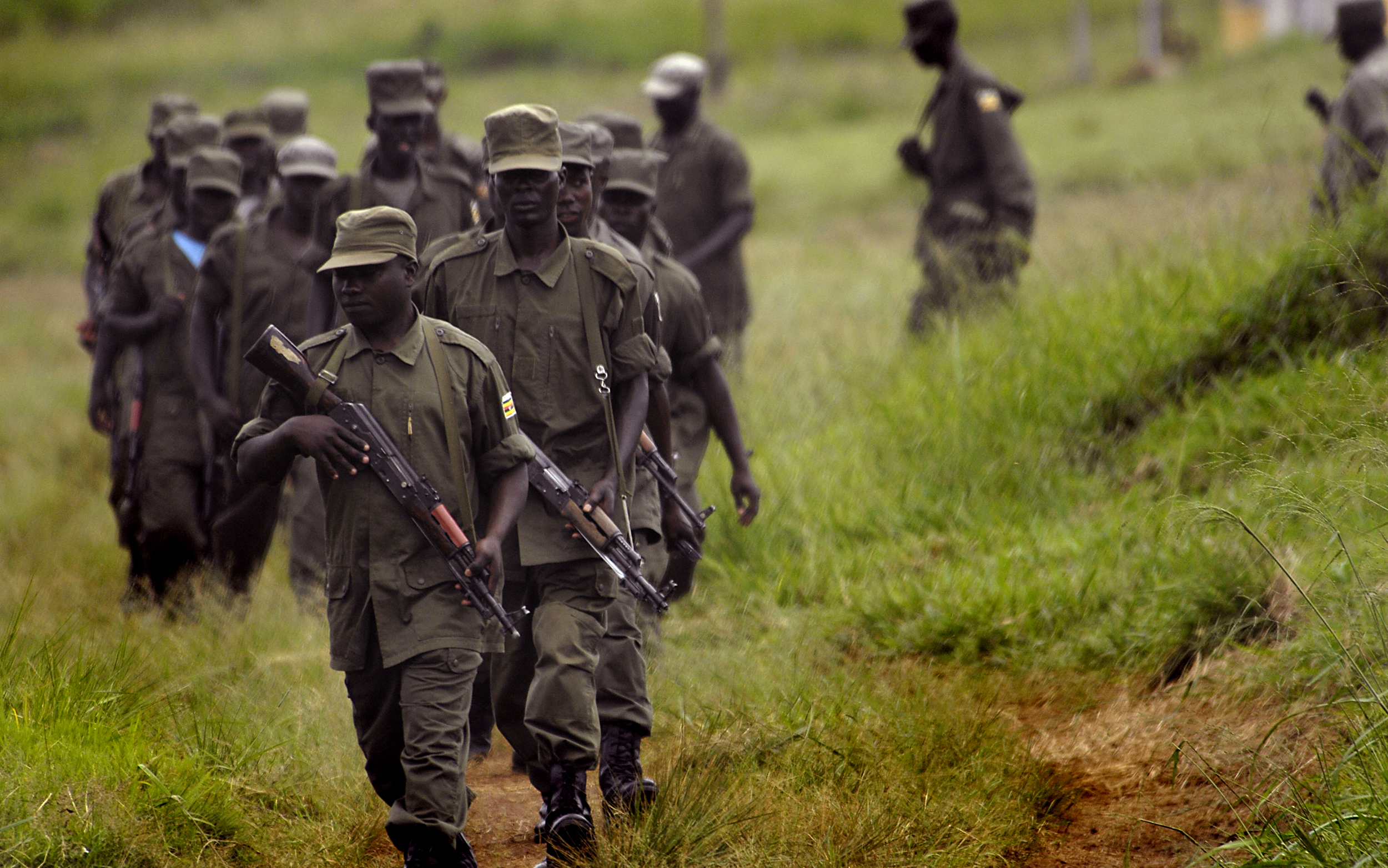
Soldados de infantaria do exército.
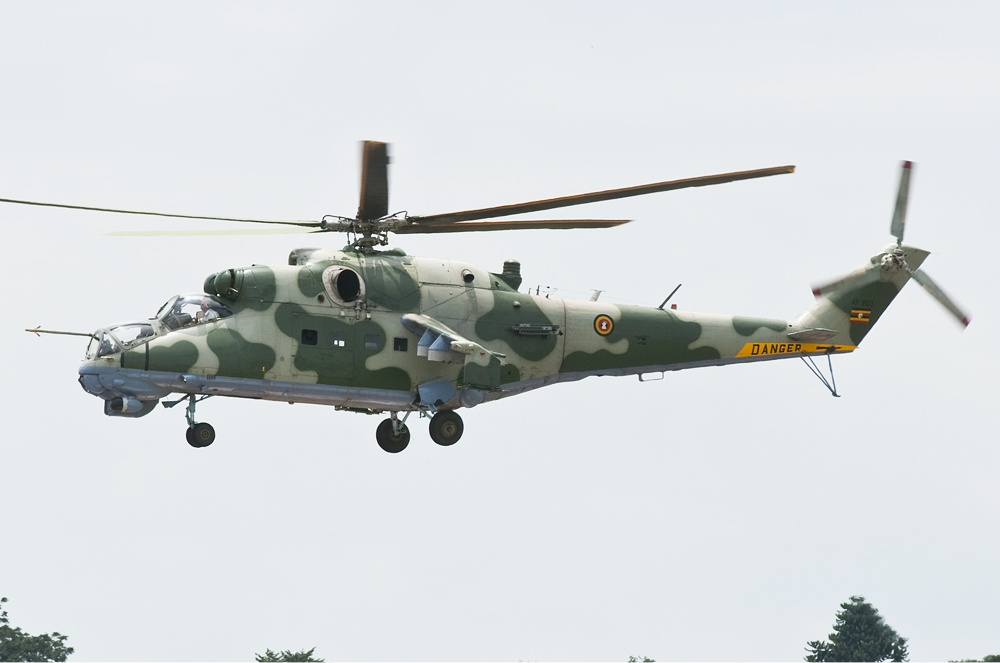
Um helicóptero Mil Mi-24V da força aérea de Uganda.